# 33328 Archanaverma
33328 Archanaverma este o planetă minoră (asteroid) din centura de asteroizi. A fost descoperită pe 14 septembrie 1998 la Experimental Test Site⁠(d) de Lincoln Near-Earth Asteroid Research. 
Obiectul prezintă o orbită caracterizată de o semiaxă mare de 3,0537278 UAi, o excentricitate de 0,1, o înclinație de 6,6557 ° în raport cu ecliptica.